# John Gatins
John Gatins (nacido el 16 de abril de 1968) es un guionista, director y actor estadounidense.
Por escribir la película dramática Flight (2012), fue nominado en los Premio Óscar al Mejor Guion Original .

## Trayectoria

### Inicios
Nació en Nueva York, donde su padre era oficial de policía. La familia se mudó al Valle Hudson, cerca de Poughkeepsie, donde Gatins creció y estudió, graduándose en 1990 con un diploma en Teatro. Gatins se mudó a Los Ángeles, donde escribió el guion "¡Vaya partido!", dirigida por Michael Tollin.

## Filmografía
| Año  | Título             | Director | Guionista  | Productor   | Notas                                 |
| ---- | ------------------ | -------- | ---------- | ----------- | ------------------------------------- |
| 2000 | Ready to Rumble    | No       | No         | Coproductor |                                       |
| 2001 | Summer Catch       | No       | Sí         | Coproductor |                                       |
| 2001 | Hardball           | No       | Sí         | No          |                                       |
| 2005 | Coach Carter       | No       | Sí         | No          |                                       |
| 2005 | Dreamer            | Sí       | Sí         | No          |                                       |
| 2011 | Real Steel         | No       | Sí         | No          |                                       |
| 2012 | Flight             | No       | Sí         | No          | Nominado—Premios Óscar al Mejor Guion |
| 2014 | Need for Speed     | No       | Story      | Sí          |                                       |
| 2016 | Spectral           | No       | Uncredited | No          | Contribución en el guion              |
| 2017 | Kong: Skull Island | No       | Story      | No          |                                       |
| 2017 | Power Rangers      | No       | Sí         | Ejecutivo   |                                       |

### Como actor
| Año  | Título                            | Rol                    | Notas                        |
| ---- | --------------------------------- | ---------------------- | ---------------------------- |
| 1993 | Witchboard 2: The Devil's Doorway | Russel                 |                              |
| 1994 | Pumpkinhead II: Blood Wings       | Young Caspar Dixon     | Direct-to-video              |
| 1995 | Leprechaun 3                      | Scott McCoy            | Direct-to-video              |
| 1998 | Gods and Monsters                 | Kid Saylor             | No acreditado                |
| 1998 | Another Day in Paradise           | Phil                   |                              |
| 1999 | Varsity Blues                     |                        |                              |
| 2002 | Impostor                          |                        |                              |
| 2002 | Big Fat Liar                      |                        |                              |
| 2006 | The Shaggy Dog                    |                        |                              |
| 2007 | Norbit                            |                        |                              |
| 2008 | Meet Dave                         | Controlador de tráfico |                              |
| 2009 | Harmony and Me                    | Tom                    |                              |
| 2010 | Fred: The Movie                   | Car Wash Clerk #1      | Película para televisión     |
| 2010 | Terriers                          | Beach Bum              | Episodio "Hail Mary"         |
| 2011 | Real Steel                        | Kingpin                |                              |
| 2011 | Fred 2: Night of the Living Fred  |                        |                              |
| 2012 | A Thousand Words                  | Valet                  |                              |
| 2017 | Crazy Ex-Girlfriend               | Jeff Channington       | Episodio "Getting Over Jeff" |
| 2019 | Lying and Stealing                |                        |                              |

## Premios y distinciones
Premios Óscar
| Año  | Categoría            | Película | Resultado |
| ---- | -------------------- | -------- | --------- |
| 2013 | Mejor guion original | Flight   | Nominado  |